# Hyundai Matrix
La Hyundai Matrix è un modello di autovettura prodotto dalla case automobilistiche coreana Hyundai Motor Company a partire dal 2001 e aggiornato nel 2005. È rimasta in produzione sino al 2010 quando è stata sostituita dalla Hyundai ix20.

## Il contesto
Realizzata sul pianale della Hyundai Elantra di terza generazione e frutto del progetto FC, la Matrix è una monovolume di media grandezza e media cilindrata prodotta in Turchia e destinata sia al mercato europeo che al mercato sud coreano. Si distingue per un abitacolo luminoso, un discreto livello di finitura, degli ottimi sedili posteriori (scorrevoli di quasi 20 cm) che consentono l'ampliamento del baule fino a 500 litri e presenta dei tavolini aeronautici per i passeggeri posteriori. Il design è stato curato da Pininfarina.
Per quanto riguarda la parte meccanica si può osservare che le maggiori critiche mosse riguardano i motori, di cilindrata abbastanza ridotta per la mole della vettura, che la rende un po' pigra in accelerazione; il cambio viene definito leggermente legnoso e contrastato mentre lo sterzo risulta poco preciso. Tra i pregi riconosciuti si possono annoverare i freni particolarmente resistenti.
Sotto il punto di vista della sicurezza sono presenti airbag anteriore e impianto frenante dotato di ABS mentre non sono disponibili Airbag laterali e antisbandamento ESP.

## Restyling

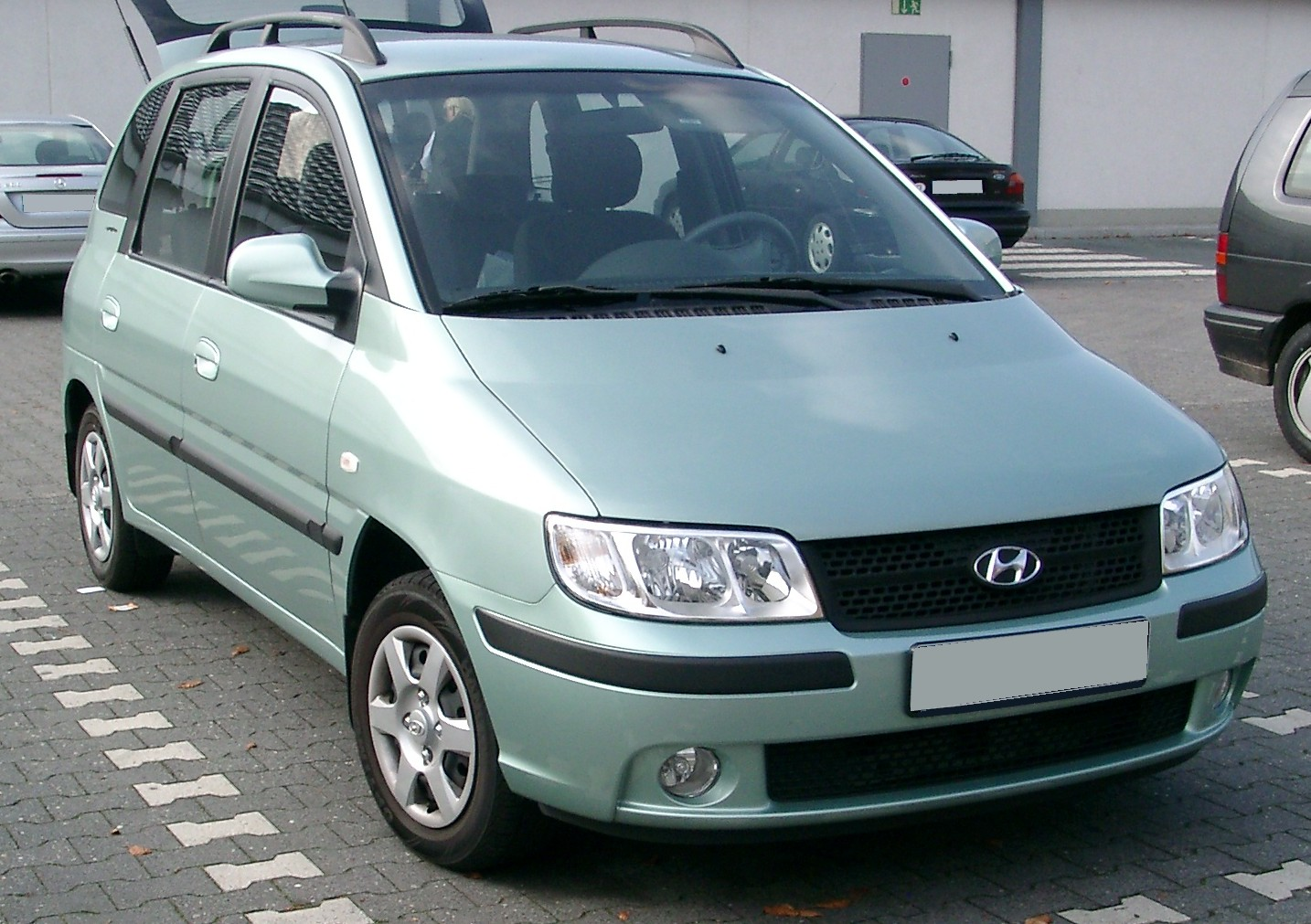
Matrix restyling 2005

Con il 2005 la Matrix subisce un leggero facelift concentrato nella mascherina anteriore meno estesa rispetto al passato. Tra i propulsori viene pensionato il motore 1.8 a causa delle scarse richieste ed entra in listino il 1.5 turbodiesel VM common rail a quattro cilindro erogante 110 cavalli che sostituisce la precedente versione da 102. Rinnovati anche i fari posteriori grazie ad un'inedita colorazione.

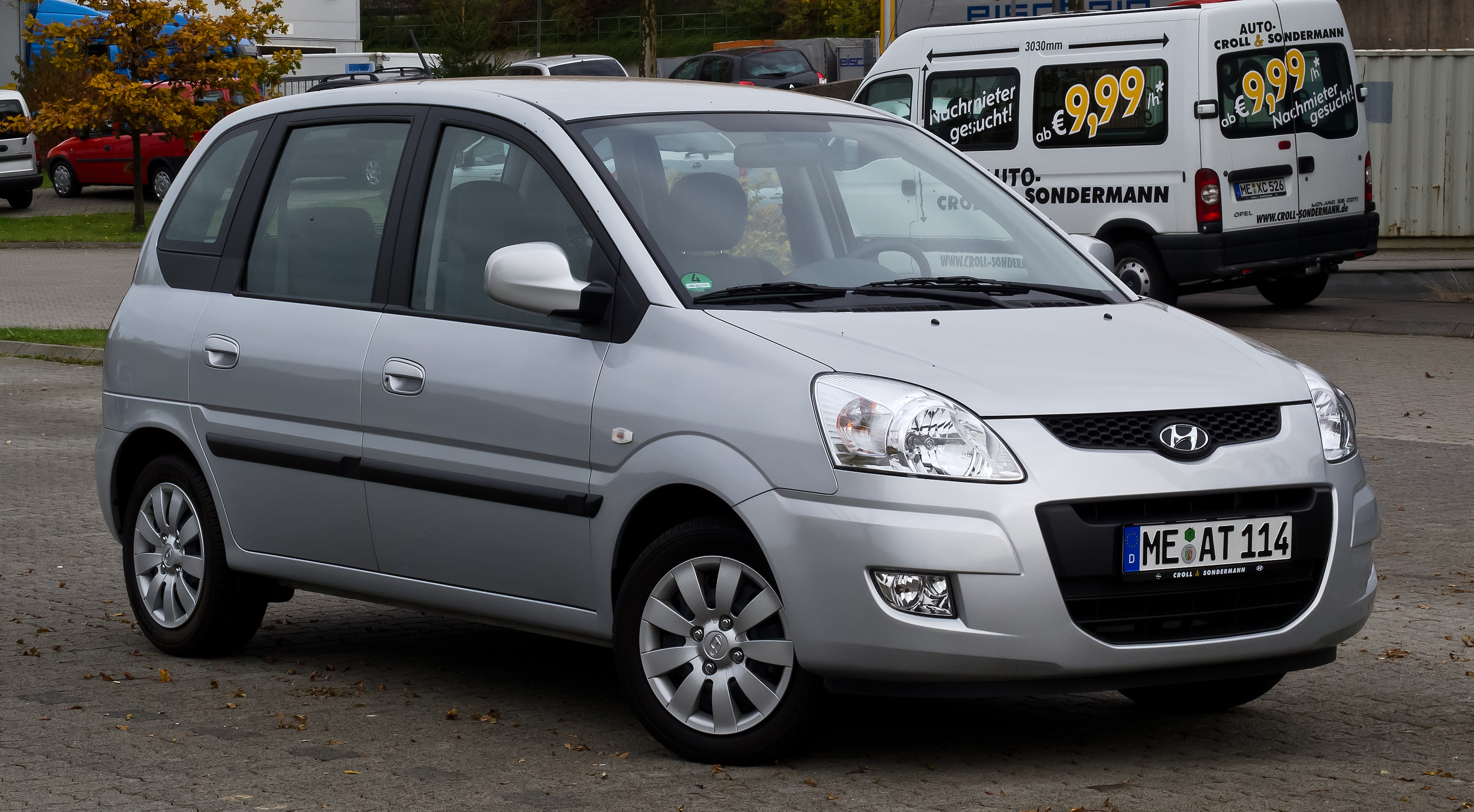
La Matrix dopo il restyling del 2008

Nel marzo 2008 viene presentato al Salone di Ginevra un secondo ed ultimo restyling della vettura più profondo che vede il frontale totalmente ridisegnato e più bombato nelle forme ispirato nel design alla compatta Hyundai i30. La scocca viene rinforzata mediante l’uso di acciai altoresistenziali nella zona frontale. Il restyling è opera del centro stile Hyundai di Russelsheim in Germania e di conseguenza sparisce la targhetta Pininfarina che era presente sulla fiancata della vecchia versione. Anche l’interno subisce delle modifiche con l’introduzione di un nuovo volante e nuova console centrale. Tra i dispositivi di sicurezza vengono introdotti gli airbag laterali e il controllo di stabilità e trazione. La gamma motori resta la precedente della versione 2005.

## Motorizzazioni
La vettura al lancio era disponibile con due propulsori a benzina 1.6 e 1.8 invariati nel corso del tempo. Un turbodiesel common-rail di 1,5 litri si aggiunse in un secondo momento. Inizialmente sviluppava una potenza di 82 cavalli e disponeva di soli 3 cilindri, in seguito questa unità è stata sostituita da un più moderno 1.5 con 4 cilindri e turbina a geometria variabile (VGT) da 102 cavalli potenziato a 110 nel 2007. Il 1.5 diesel era progettato dalla VM Motori e prodotto in Corea del Sud su licenza da Hyundai. 
| Modello              | Disponibilità       | Motore                       | Cilindrata cm³ | Potenza        | Coppia max              | Emissioni CO2 (g/Km) | 0-100 km/h (secondi) | Velocità max (Km/h) |
| 1.6 16V 105          | dal debutto         | 4 cilindri in linea, Benzina | 1.599          | 76 kW (103 CV) | 141 N·m @2.500 giri/min | 191                  | 12,7                 | 170                 |
| 1.8 16V 122          | dal debutto al 2007 | 4 cilindri in linea, Benzina | 1.749          | 90 kW (122 CV) | 167 N·m @3.000 giri/min | 205                  | 11,9                 | 176                 |
| 1.5 CRDI VGT 16V 110 | dal 2007            | 4 cilindri in linea, Diesel  | 1.493          | 81 kW (110 CV) | 235 N·m @2.000 giri/min | 140                  | 13,9                 | 170                 |